# Tectosilicaat
Een tectosilicaat is een silicaat in een bepaald driedimensionaal patroon gerangschikt. Het bestaat dus net zoals alle silicaten uit regelmatige viervlakken van silicium- en zuurstofatomen. Voorbeelden van tectosilicaten zijn de veldspaten, veldspaatvervangers en de zeolieten.

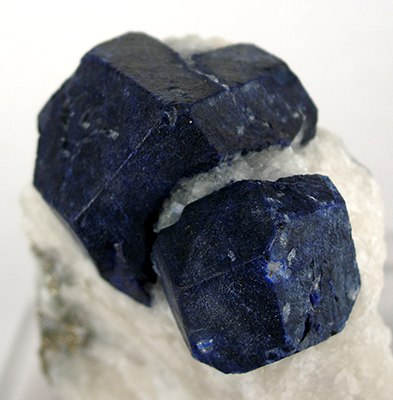
lazuriet
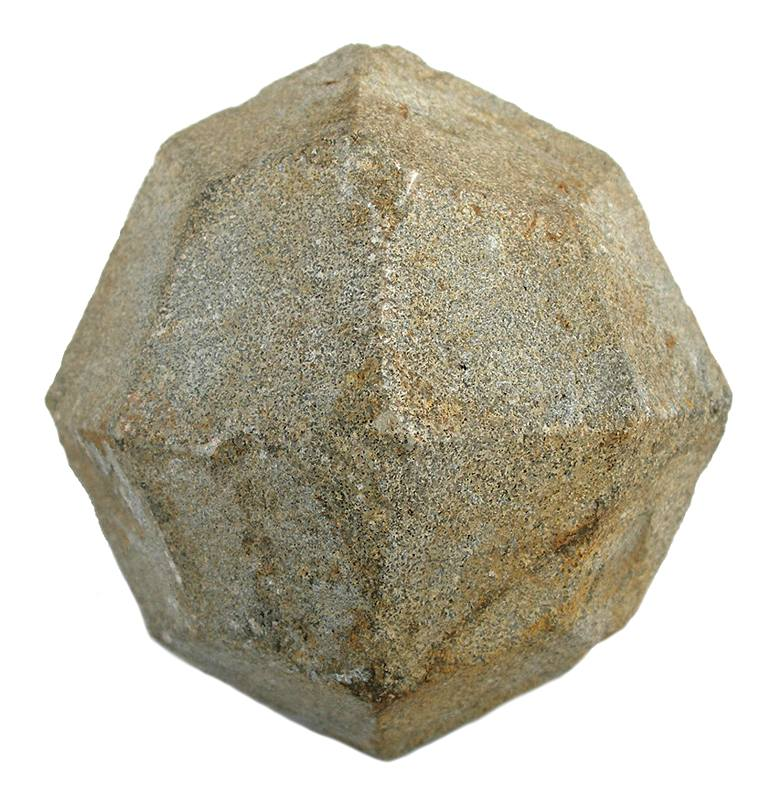
leuciet
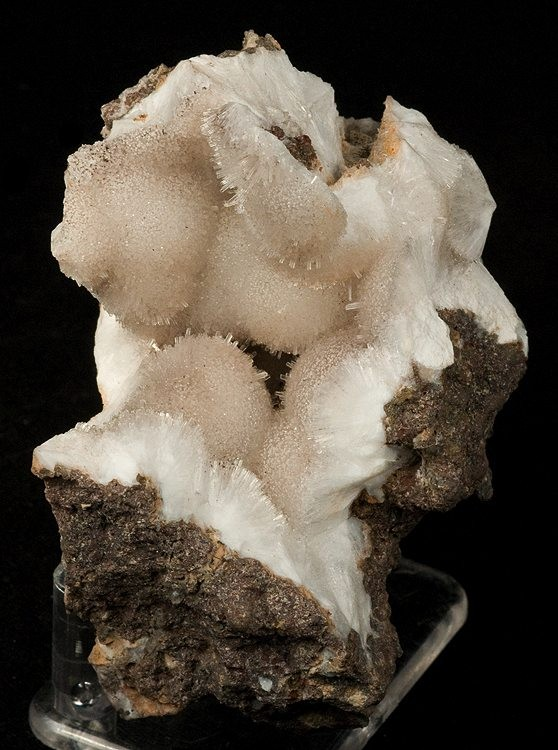
natroliet
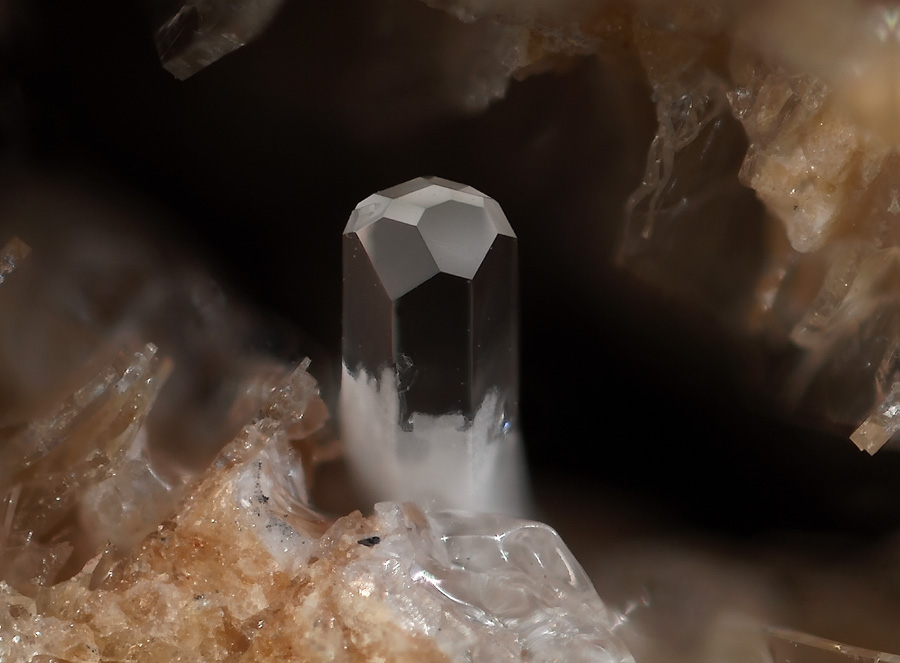
noseaan
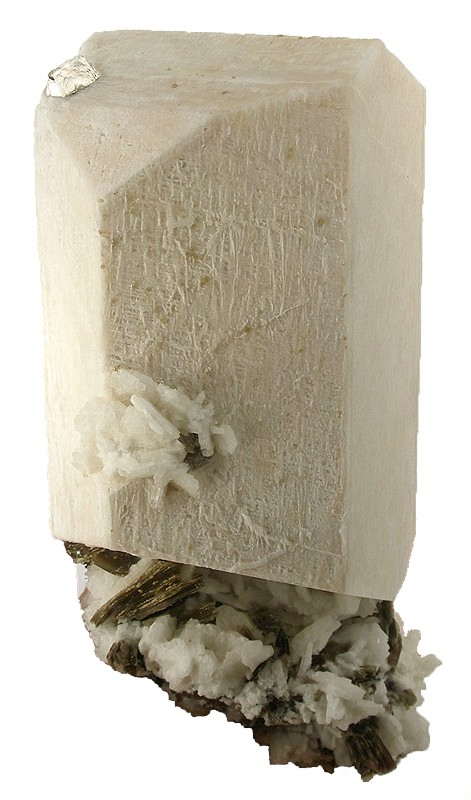
veldspaat

Nesosilicaat · Inosilicaat · Sorosilicaat · Cyclosilicaat · Tectosilicaat · Fyllosilicaat